# Vicenç Pagès i Jordà
Vicenç Pagès i Jordà   (Figueres, 14 de desembre de 1963 - Torroella de Montgrí, 27 d'agost de 2022) fou un escriptor i crític literari català. Fou professor de llengua (abans ho era també d'estètica) a la Universitat Ramon Llull.

## Biografia
Llicenciat en Periodisme per la Universitat Autònoma de Barcelona (1998), va coordinar la revista Catalònia Cultura durant els anys 1986-1988 i el suplement literari del Diari de Barcelona durant els anys 1990 i 1991. El 1989 va guanyar la Biennal de Barcelona en l'apartat de literatura i l'any següent va aparèixer el seu primer llibre, el recull de contes titulat Cercles d'infinites combinacions. El 1991 va publicar l'obra de bricolatge textual titulada Grandeses i misèries dels premis literaris (Llibres de l'Índex), formada per un miler de citacions. A partir del 1992 va treballar a les editorials Llibres de l'Índex, Ediciones de la Tempestad, Susaeta, Tikal i Alimara. Des de 1993 va impartir classes d'expressió escrita i tallers literaris diversos i ha publicat articles i textos creatius a diferents publicacions.
L'any 1995 va aparèixer la seva obra més ambiciosa, El món d'Horaci, una novel·la que es troba a mig camí entre la ficció i l'assaig creatiu. L'any 1997 va veure la llum el seu llibre de més èxit, la novel·la curta Carta a la reina d'Anglaterra, que narra en cent pàgines mil anys de la vida del protagonista. A aquest llibre el seguiria Un tramvia anomenat text (1998), un assaig sobre l'escriptura que considera el text com una barreja indestriable d'inspiració i ofici, de geni i competència, de màgia i disciplina. De 1997 a 2003 va ser professor de Llengua i Literatura de secundària.
En companyia de l'altre (1999) marca el retorn al gènere conte. En aquesta ocasió, el recull és unitari, ja que tots els relats giren al voltant del tema del doble. El va seguir la novel·la La felicitat no és completa, la biografia intermitent d'un personatge sense conviccions, traduït al castellà l'any següent amb el títol La dicha no es completa (El Aleph). El 2006 va aparèixer De Robinson Crusoe a Peter Pan. Un cànon de literatura juvenil. De 2010 a 2011 va tenir una columna al diari Avui i va col·laborar també com a articulista i crític als suplements literaris dels diaris Avui i El Periódico de Catalunya i a les revistes L'Avenç i Revista de Girona. El 2012 publicà, juntament amb el pintor Joan Mateu Bagaria, El llibre de l'any.
El 2017 publicà La música i nosaltres, amb l'editorial Cossetània i Quaderns de la Font del Cargol, que rescatà els seus records musicals de la Transició espanyola. El mes d'octubre de 2017 es publicà la seva novel·la Robinson, una història de purificació, que queda emparentada amb el clàssic de Daniel Defoe.
Morí el 27 d'agost de 2022, als 58 anys, víctima d'un càncer. Fou acomiadat públicament en una cerimònia a Torroella de Montgrí, vila on residia de feia anys. A l'esdeveniment s'hi congregà una munió de gent, entre els quals diverses personalitats literàries del país, a més de la consellera de Cultura, Natàlia Garriga, i la presidenta de la Institució de les Lletres Catalanes, Izascun Arretxe. Se'n va publicar l'obra pòstuma Kennedyana, per la qual el 2023 va rebre el Premi Crítica Serra d'Or d'Assaig.

## Obra
- Cercles d'infinites combinacions.  Barcelona: Editorial Empuries, 1990, p. 144. ISBN 9788475962504.
- Grandeses i misèries dels premis literaris.  Badalona: Llibre de l'Índex, 1991, p. 255. ISBN 8387561241.
- El món d'Horaci.  Barcelona: Empúries, 1995, p. 389. ISBN 8475964737.
- Carta a la reina d'Anglaterra.  Barcelona: Empúries, 1997, p. 99. ISBN 84-7596-519-9.[12]
- Un tramvia anomenat text.  Barcelona: Empúries, 1998, p. 224. ISBN 9788475965819.
- En companyia de l'altre.  Barcelona: Edicions 62, 1999, p. 139. ISBN 8429745076.
- La felicitat no és completa.  Barcelona: Edicions 62, 2003, p. 220. ISBN 842975136X.
- El poeta i altres contes.  Barcelona: Proa, 2005, p. 194. ISBN 8484377776.
- De Robinson Crusoe a Peter Pan: Un cànon de literatura juvenil.  Barcelona: Proa, 2006, p. 256. ISBN 8484379132.
- Els jugadors de whist.  Barcelona: Empúries, 2009, p. 542. ISBN 9788497874410.
- El llibre de l'any.  Barcelona: Labutxaca, 2011, p. 132. ISBN 9788499303918.
- La llentia viatgera.  Barcelona: Estrella Polar, 2013, p. 49. ISBN 9788415697367.
- Dies de frontera.  Barcelona: Proa, 2014, p. 325. ISBN 9788475884738.[13][14]
- La música i nosaltres. Premià de Dalt: Cossetània i Quaderns de la Font del Cargol, 2017, p. 64. ISBN 9788490345993.
- Robinson. Barcelona. Proa, 2017, p. 183. ISBN 978-84-17016-20-3.[15][16]
- Clàssics revisats. Girona: Diputació de Girona, 2018, p. 349. ISBN 9788415808664.[17]
- Exorcismes: antologia personal. Barcelona: Empúries, 2018, p. 254. ISBN 9788417016562.[18]
- Les olors en la literatura. A cura de Vicenç Pagès Jordà. Alella: Vibop, 2018, p. 39 ISBN 9788494829918.[19]
- Memòria vintage: del primer home a la Lluna a Pulp Fiction. Dibuixos de Miguel Bustos. Barcelona: Empúries, febrer del 2020, p. 398. ISBN 9788417879297.[20]
- Les pudors en la literatura. A cura de Vicenç Pagès Jordà. Alella: Vibop, octubre del 2020. ISBN 9788412030976.
- Kennedyana. La dinastia que va crear la trama perfecta. 2022. ISBN 9788419563026.
- En primera persona. 2024. ISBN 9788419729415.
- Curs de prosa. Girona: Diputació de Girona, "Col·lecció Josep Pla", 2025. ISBN 978-84-18734-45-8.

### Traduccions
- Una dinámica de paz, de Jean Chevalier.
- En blanco y negro. Represión, censura y olvido en Sudáfrica, traduït juntament amb altres autors.
- La dicha no es completa, de la seva pròpia novel·la La felicitat no és completa.

## Premis i reconeixements
- 1998: Premi Documenta de narrativa per En companyia de l'altre.
- 2003: Premi Sant Joan de narrativa per La felicitat no és completa.
- 2004: Premi Mercè Rodoreda de contes i narracions per El poeta i altres contes.[21]
- 2009: Premi El setè cel de Salt per Els jugadors de whist.[22]
- 2009: Premi Joan Crexells de narrativa per Els jugadors de whist.
- 2013: Premi Sant Jordi de novel·la per Dies de frontera.[23]
- 2014: Premi Nacional de Cultura.[24]
- 2015: Premi de Narrativa Maria Àngels Anglada per Dies de frontera.[25][26]